# Tűztorony (Sopron)
Az 58 méter magas soproni Tűztorony a város jelképe. A Fő téren áll. A 13. században építették, majd évszázadokon át szolgálta a várost. Állékonyságát a 19. század végén, a Városháza építése során, elveszítette, majd statikai okokból kapuját leszűkítették. Eredeti jellegét a 2009-2012-es megerősítése és helyreállítása során kapta vissza.

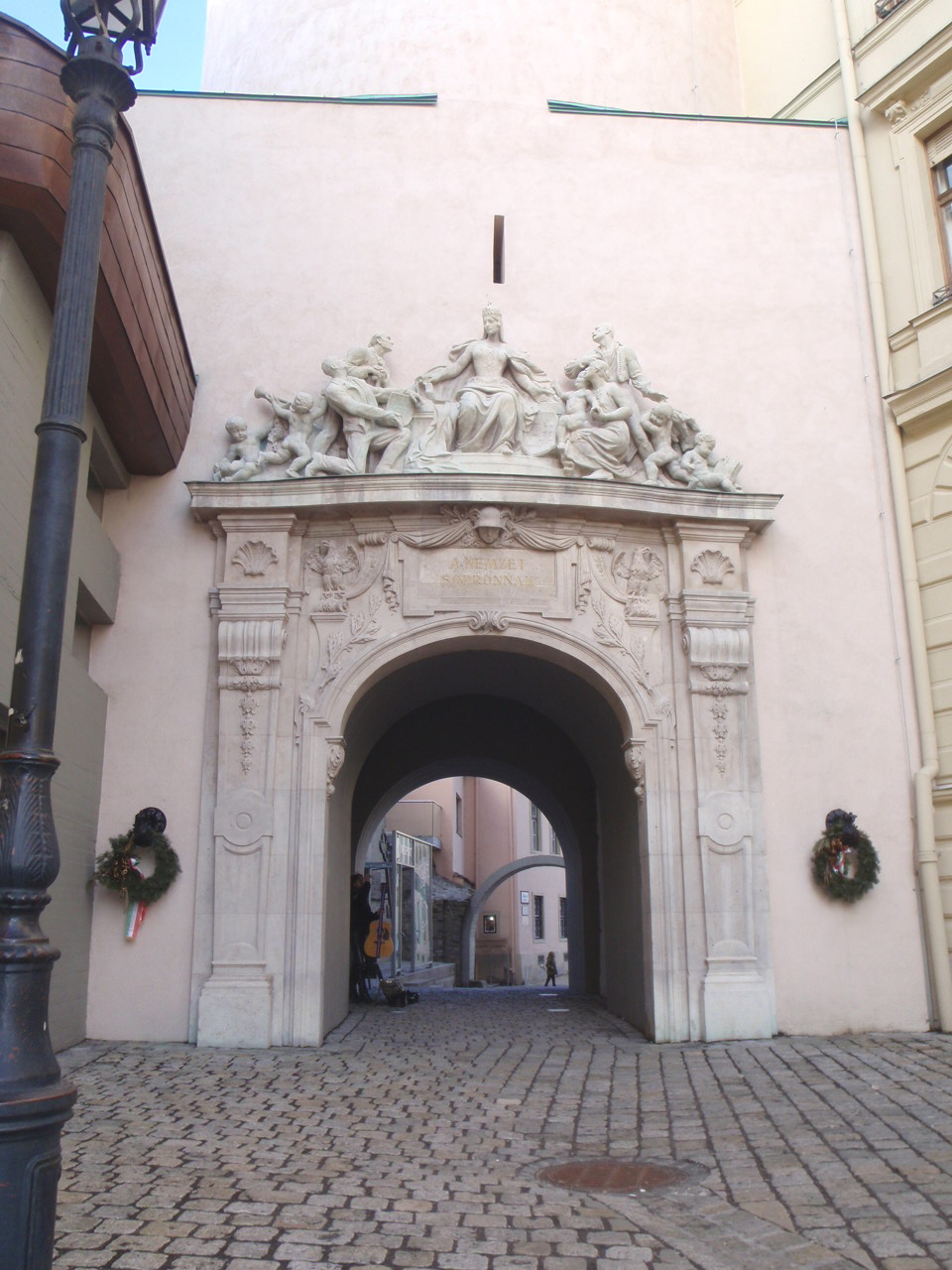
A Tűztorony 2012-ben kiszélesített és megújult kapuja

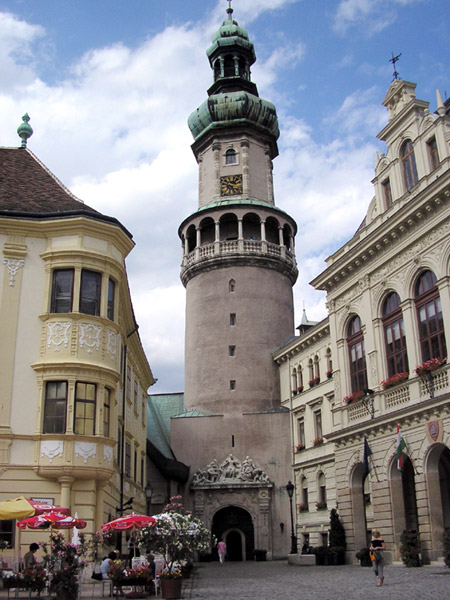
A Tűztorony régen, a 2009-ben indult felújítás előtt

## Története
Eredetileg várostorony volt: alsó, szögletes részét 1290 és 1340 között gótikus stílusban építették valószínűleg római kaputoronyra – más vélemények szerint az alap is Árpád-kori. Az 1960-as évek végén a torony mellett megtalálták és konzerválták az északi római városkapu maradványait. Ugyanitt látható egy 13–17. századi pincebörtön is.
A 13. századtól a tűztorony volt a városfalak északi kaputornya. Az alsó részre hatalmas, hengeres, dísztelen építményt emeltek, 14–15. századi gótikus ablakokkal. Árkádos reneszánsz körüljárója a város figyelésére szolgált. Rövid és keskeny réztető után nyolcoldalas lesz a torony; a sarkokat torzított ión félpillérek fogják át. A nyolc oldalból négyen óralap látható az 1735-ös évszámmal, felettük pedig egy-egy félköríves ablak kőkeretben. 
A háromrészes, tagolt párkány felett az erőteljes hagymájú rézkupolán nyitott lámpás ül. Köríveit befelé hajlított toszkán félpillérek tartják; benne harang csüng. A háromszorosan tagolt rézsisak felett magas rúdon és gömbön kétfejű sas a széljelző. A torony ezen felső része barokkos jellegű. Írásban először 1409-ben említették.
A városba érkező idegen magas töltésen jutott el a város igazi kapujához, a mai tűztorony négyzetes, nagy előépítményéhez, és annak boltozatos terén áthaladva ért el a Fő térre. 
A 15. században épülhetett ki abban a formájában, ahogy a legkorábbi ábrázolásai a 16. század derekán mutatják. A toronyőrök éjjel lámpással, nappal színes zászlókkal jelezték, hogy merre látnak tüzet. Zenész-toronyőr (Ádler György) szegődtetéséről az első írásos adatunk 1546-ból való. A toronyőr később három másik trombitással együtt jelezte, ha ellenség vagy előkelőség, borszállítmány közeledett. A körerkélyről negyedóránként trombitaszóval figyelmeztették a soproniakat az idő múlására, és a 16. századtól a toronyórát is ők kezelték. Zenész privilégiumuk 1829-ben a Soproni Zeneegyesület megalakulásával megszűnt, de 1885-ig negyedóránként továbbra is megfújták a kürtöt.

A torony 1676-ban teljesen leégett. Újjáépítését a lakosság sürgetésének dacára tulajdonképpen csak 1680-ban kezdték el. Erre közadakozásból gyűjtöttek pénzt. Építőmestereket Bécsújhelyről hívtak, a követ a helyi bányákból fejtették. A körerkélyt barokkos stílusban építették újjá. Az órát vagy Purr János lorettói órás, vagy a szintén lorettói Bienn János készítette.

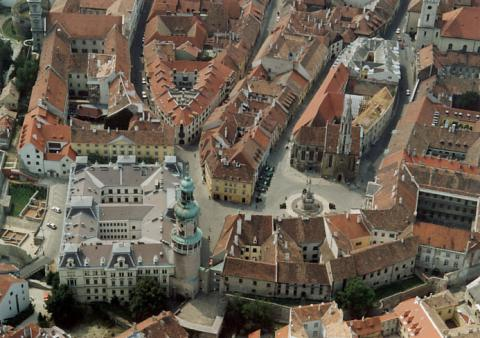
A Tűztorony a levegőből

A kétfejű sas II. Ferdinánd király és Eleonóra királyné ajándéka volt az 1622. évi Országgyűlés és a királynő koronázásának emlékére, de a torony tetejére csak bő fél évszázaddal később, a nagy tűzvész után, a Lipót császár neve napjára rendezett ünnepségre tették fel. Ekkor szólalt meg újra a megjavított óra is. 1893–94-ben lebontották a régi városházát, és eközben megbolygatták a torony alapjait; bécsi szakértők szerint az építmény összeomlással fenyegetett. Már-már lebontották, de Kiss István és Schulek Frigyes meghallgatása után köztes megoldást választottak: megtiltották a kapu alatt a kocsik közlekedését, elfalazták a széles bejárót, és csak a gyalogosokat engedték át. Az így megerősített torony minden baj nélkül átvészelte a világháborúkat. A tűztoronyhoz tartozott a felvonóhíddal és védőművekkel ellátott Előkapu, aminek helyén alakult ki az 1760-70-es években a ma is „Előkapu” néven ismert zegzugos utca.
A Tűztorony a hűség jelképe is. Az 1921. december 14-i népszavazáson Sopron és még nyolc község úgy döntött, hogy Magyarországhoz kíván tartozni. Ennek emlékére 1928-ban Hikisch Rezső tervei alapján barokkos kapukeretet készítettek, ami felett a hódoló soproniakat maga köré gyűjtő Hungáriát ábrázoló szoborcsoport Kisfaludi Strobl Zsigmond alkotása. 

1970-ben a régi toronyőrház helyére beton lépcsőházat építettek, ami egyúttal támasztja is a tornyot (a védőépület Dr. Kissné Nagypál Judit tervei szerint készült a várfalat bemutató rekonstrukció tervével együtt).
2007-ben indult a legutolsó rekonstrukciós munkák tervezése. A kivitelezés 2009-ben kezdődött, és az összes felújítási munkálat a 2012. december 14-ei Hűség napi ünnepségre fejeződött be.

## Mai állapot

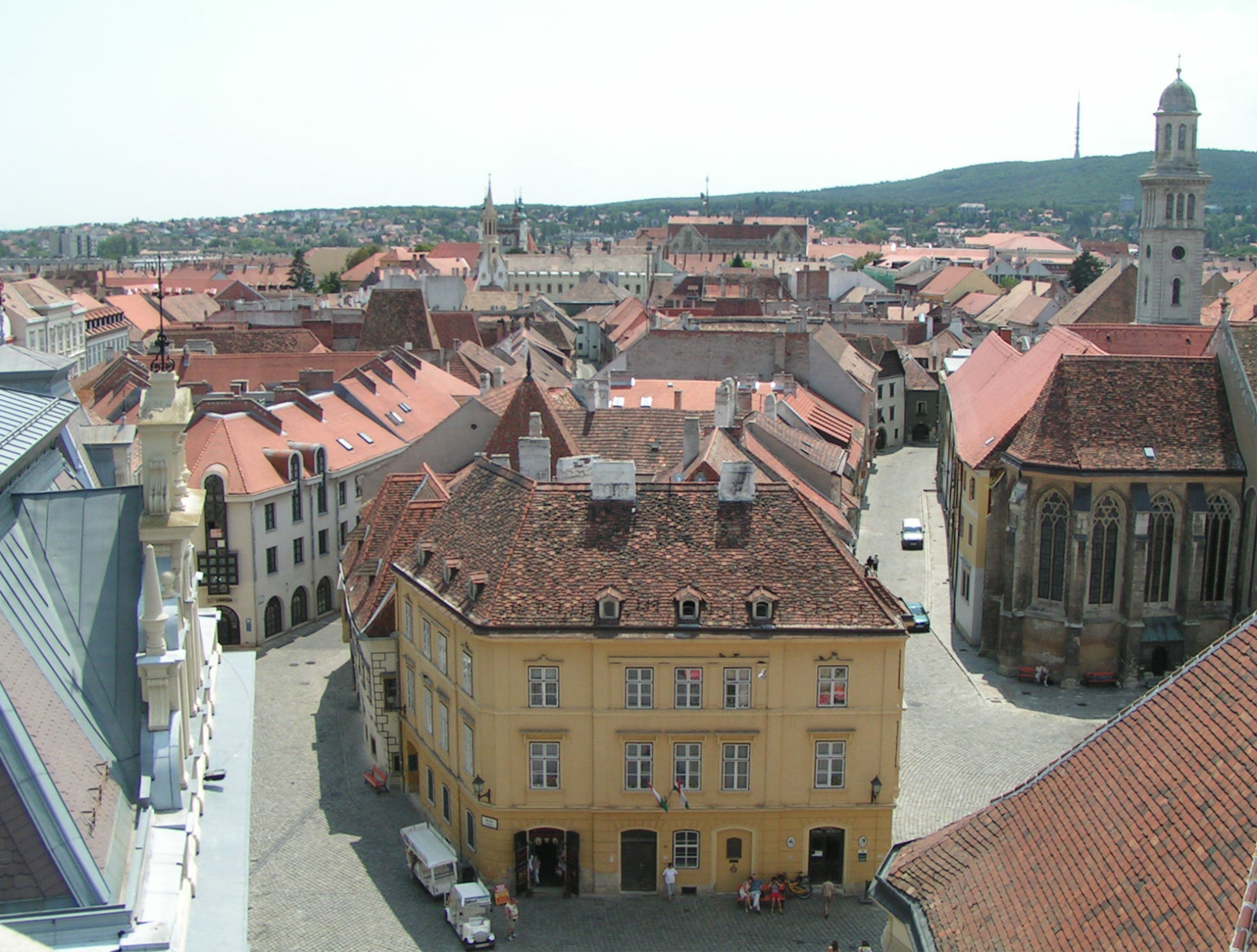
A tűztoronyból nyíló látvány

A toronyba az eredeti, középkori bejáraton juthatunk be. Ahol a csigalépcső megszakad, ott kezdődött a 17. századi átalakítás. A torony szintjeit régen fafödém választotta el, a toronyőr szobáját falfestmények díszítették. A belső csigalépcsőn juthatunk fel az alsó körerkélyig, ahonnan gyönyörű kilátás nyílik a városra.
A látogatók 119 lépcsőfok[forrás?] után az erkélykoszorúról, a toronyőrök hajdani őrhelyéről gyönyörködhetnek a műemlékváros csodálatos panorámájában.
A 2012-re elkészült felújítás korszerű technológia alkalmazásával megoldotta a Tűztorony altalajának és alaptestének, továbbá falazatának és sisakszerkezetének megerősítését és újabb évszázadokra stabilizálta a torony állagát. Az elvégzett megerősítési munkák, valamint a kapu vasbeton ívekkel történő megerősítése tette lehetővé, hogy a befalazott átjáró újból eredeti méreteiben pompázhasson.
A korábban a téglafalazaton elhelyezett kétfejű sast ábrázoló címer az Előkapu felőli oldalon kapott helyet. A Múzeumi Információs és Fogadóközpont a Tűztoronyhoz 1973-ban épített, úgynevezett Előkapu építmény felhasználásával valósult meg, annak alapos átépítésével, világos, színes és hasznos terek létrehozásával.